# Network Connectivity Status Indicator
Der Network Connectivity Status Indicator (NCSI) ist ein Feature in Microsoft Betriebssystemen, welcher prüft, ob eine aktive Internet-Verbindung des Computers besteht.
Hierbei wird ein Web-Server von Microsoft bereitgestellt, welcher erreichbar sein muss.

## Funktionsweise
Microsoft hat unter msftconnecttest.com einen Web-Server bereitgestellt, welcher die beiden Textdateien "connecttest.txt" und "nsci.txt" mit den Inhalten „Microsoft Connect Test“ und „Microsoft NCSI“ zur Verfügung stellt.
Das Windows-Betriebssystem kann automatisiert prüfen, ob diese Textdateien verfügbar sind und den korrekten Textinhalt haben. Ist dies der Fall, kann Windows melden, dass eine aktive Internetverbindung besteht, ansonsten besteht keine aktive Internetverbindung.

## Unternehmensumfeld
In größeren Netzwerken und Unternehmen werden in der Regel Proxy-Server eingesetzt. Somit kann ein Computer keine direkte Verbindung zu dem Microsoft-Webserver herstellen. Das bedeutet, dass alle Windows-Computer fälschlicherweise melden, dass keine Internetverbindung besteht, solange diese sich nicht am Proxy-Server authentifiziert haben. Dies macht sich oft durch ein Ausrufezeichen oder ein Warnsymbol in der Taskleiste beim Netzwerk-Symbol bemerkbar.
Abhilfe schaffen hier Anpassungen der Gruppenrichtlinien oder die Deaktivierung der Funktion in der Registrierungsdatenbank. Hierfür kann beispielsweise ein anderer Server eingetragen werden, mit welchem die Netzwerküberprüfung durchgeführt werden soll.

## Kritik
Die Tatsache, dass Microsoft durch NCSI von jedem mit dem Betriebssystem Windows ausgestatteten Gerät beim Anmelden im Netzwerk die aktuelle IP-Adresse des Online-Zugangs registrieren kann, wird von Datenschützern kritisiert. Eine Deaktivierung kann nur mit Fachkenntnissen vorgenommen werden.